# エブリイ (スーパーマーケット)
株式会社エブリイ（EVERY Co., Ltd.）は、広島県、岡山県、香川県で食料品主体のスーパーマーケットを運営する企業。本社は広島県福山市。設立は1989年。近年ドラッグストアを隣接することが多い。

## 概要
神戸物産と提携しており、同社の店舗ブランド「業務スーパー」の広島県・岡山県・鳥取県・島根県・香川県におけるフランチャイジーの一つでもあり、業務スーパーの商品は広島県と岡山県ではエブリイが独占販売していると店内に設置しているモニターでCMを放映していたが現在はやっていない代わりに店内放送で小林克也がしゃべるナレーションをやっているが厳密には間違い。またエブリイ内でも神戸物産のプライベートブランド商品を扱っている。

## 沿革
- 1989年（平成元年）4月 - 会社設立。岡山県倉敷市に1号店（玉島店）開業[2]。
- 2001年（平成13年）2月 - エブリイ「業務スーパー」フランチャイズに加盟[2]。
- 2003年（平成15年）2月 - エブリイ本部新社屋完成[2]。
- 2008年（平成20年）10月 - エブリイ物流センター（広島県福山市）開設[2]。
- 2012年（平成24年）2月 - エブリイ本部移転拡張[2]。
- 2014年（平成26年）9月 - 株式会社エブリイホーミイホールディングス設立[2]。

## 店舗
58店舗（直営41店舗／業務スーパー2店舗／FC15店舗）（2019年12月現在）
- 店舗・チラシ情報 を参照

## テーマソング
「ラブリイ エブリイ」（歌：ケダマ）

## 提供番組
- GO! GO!チャギントン（広島ローカル、テレビ新広島）